# ريتشارد بول روسو
ريتشارد بول روسو (بالإنجليزية: Richard Paul Russo)‏ (11 ديسمبر 1954، سان خوسيه في الولايات المتحدة)؛ روائي أمريكي.